# Taraxacum tenuilinguatum
Taraxacum tenuilinguatum — вид квіткових рослин з родини айстрових (Asteraceae). Вид зростає в Європі: Фінляндія, північноєвропейська частина Росії, Польща; це багаторічна рослина помірних біомів; належить до секції Borea.